# Bob Dylan
Bob Dylan (IPA: /ˈdɪlən/), ursprungligen Robert Allen Zimmerman, född 24 maj 1941 i Duluth i Minnesota, är en amerikansk singer-songwriter, författare, regissör, poet, gitarrist, keyboardist samt munspelare, på senare tid programledare i radio. Dylan var en frontfigur inom populärmusik på 1960- och 1970-talen och har verkat som artist i närmare 60 år, ofta beskriven som en levande legend inom rockmusiken.
Många av Dylans mest prisade låtar kommer från 1960-talet, då han kom att bli en förgrundsfigur i USA och han ansågs av många skildra en hel generation. Några av hans sånger, såsom "Blowin' in the Wind" och "The Times They Are a-Changin'", blev ledmotiv till den amerikanska antikrigs- och medborgarrättsrörelsen. Många av Dylans tidiga texter behandlade politiska frågor, samhällskritik, filosofi och litterära influenser, och trotsade dåvarande konventioner inom popmusiken och vände sig mycket till motkulturen. Medan han utvecklade och personifierade musikstilar, har han visat tillgivenhet till många traditioner inom amerikansk sång, från folkmusik och country/blues till gospel, rock'n'roll och rockabilly, till engelsk, skotsk och irländsk folkmusik, även jazz och swing.
Dylans första album Bob Dylan, som släpptes 1962, följdes sedan av många prisade album som The Freewheelin' Bob Dylan (1963), Highway 61 Revisited (1965), Blonde on Blonde (1966), Blood on the Tracks (1975), Oh Mercy (1989) och Time Out of Mind (1997).
Dylan tog medvetet upp arvet efter Woody Guthrie. Han besökte denne på hans dödsbädd och lovade då att föra Guthries gärning vidare. Folkmusik och arbetarsånger som Joe Hills inspirerade honom tidigt, men också franska poeter som Arthur Rimbaud reflekteras i hans texter.
Dylans musik bestod i början mest av politiska och sociala protestsånger, till exempel "A Hard Rain's a-Gonna Fall" och nämnda "The Times They Are a-Changin". Denna "revolutionära period" följdes av en mer surrealistisk period i mitten av 1960-talet, då hans texter var kryptiska och ironiska. Under denna period släppte han singeln "Like a Rolling Stone" som med sin längd och text blev en milstolpe inom populärmusiken. Dylans musik blev senare mer inåtvänd, med delvis religiösa texter. Dylan har haft två framträdande religiösa perioder; först en kristen, sedan en judisk.
Dylan uppträder med sin gitarr, keyboard, flygel och sitt munspel. Uppbackad av en varierande sättning av musiker har han turnerat oavbrutet sedan slutet av 1980-talet i det som har kallats för "Never Ending Tour". Han har även spelat tillsammans med andra stora artister.
Han tilldelades år 2016 Nobelpriset i litteratur med motiveringen att han ”skapat nya poetiska uttryck inom den stora amerikanska sångtraditionen”.

## Biografi

### Uppväxt, tidig karriär

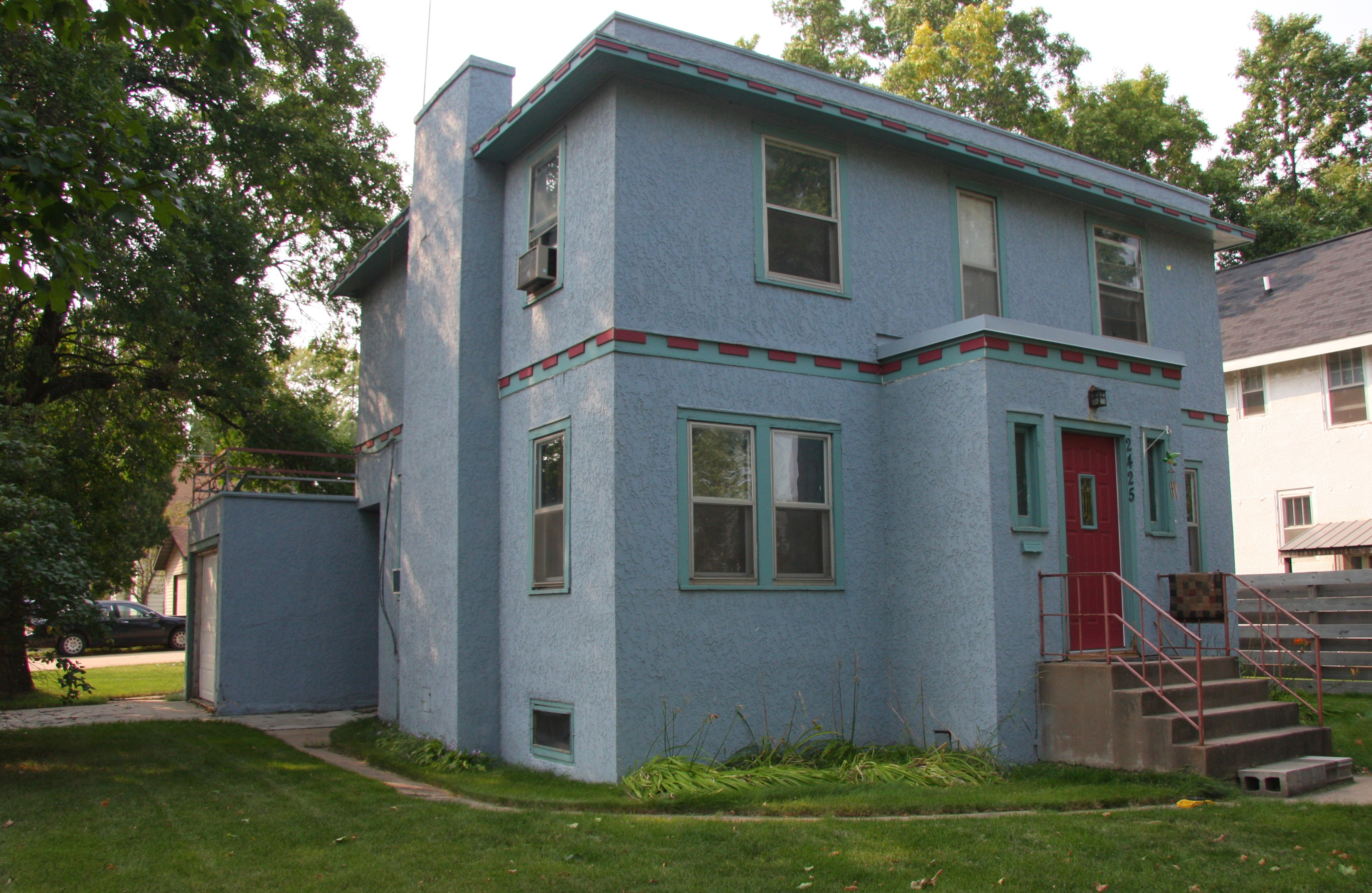
Robert Zimmermans (Bob Dylans) barndomshem, 2425 Seventh Avenue East, Hibbing, Minnesota.

Bob Dylan föddes som Robert Allen Zimmerman i staden Duluth, Minnesota, men strax innan han fyllde sex år och efter att hans far fått polio flyttade familjen till den närliggande staden Hibbing, Minnesota, där han sedan växte upp. Familjen Zimmerman var judisk och deras förfäder hade utvandrat från Ryssland, Ukraina, Litauen och Turkiet. Morfar och mormor - Benjamin och Liba Edelstein (senare Stein och Stone) - var litauiska judar som emigrerade till USA 1902. 
När Bob Dylan var åtta-nio år började han spela på familjens piano. Därefter lärde han sig att spela munspel och gitarr. Mycket av hans ungdomstid gick åt till att lyssna på radio, där han tog in stationer som sände blues, country och tidig rock'n'roll. Han började uppträda i mitten av 1950-talet och var medlem i ett flertal band under sin tid i high school.
1959 började han studera på universitetet i Minneapolis. I samma veva tog hans intresse för folkmusik fart. Det var också nu han började presentera sig som Bob Dylan. Var han fått namnet ifrån finns det flera historier om. Vissa menar att det är inspirerat av poeten Dylan Thomas. År 2004 skrev han själv om hur han valde namnet i sin bok Memoarer, första delen.
Sin första skivinspelning gjorde han som munspelare åt Harry Belafonte 1961. Året därpå gavs hans första egna självbetitlade album ut på Columbia. Det bestod mestadels av covers på andras verk och traditionella sånger, men två egna låtar fanns med. Han spelade samtidigt in lite material för det mindre kända skivbolaget Broadside under pseudonymen Blind Boy Grunt. Vid tiden då nästa album, The Freewheelin' Bob Dylan, släpptes hade han gjort sitt namn känt inom folkmusikkretsar och det albumet var också hans första att ta sig in på billboardlistan. På det albumet kan man hitta en av hans mest kända sånger, "Blowin' in the Wind". Albumet var fyllt av ilska och protestsånger, särskilt mot krig. "Blowin' in the Wind" var också en hit, fast i Peter, Paul and Marys version.

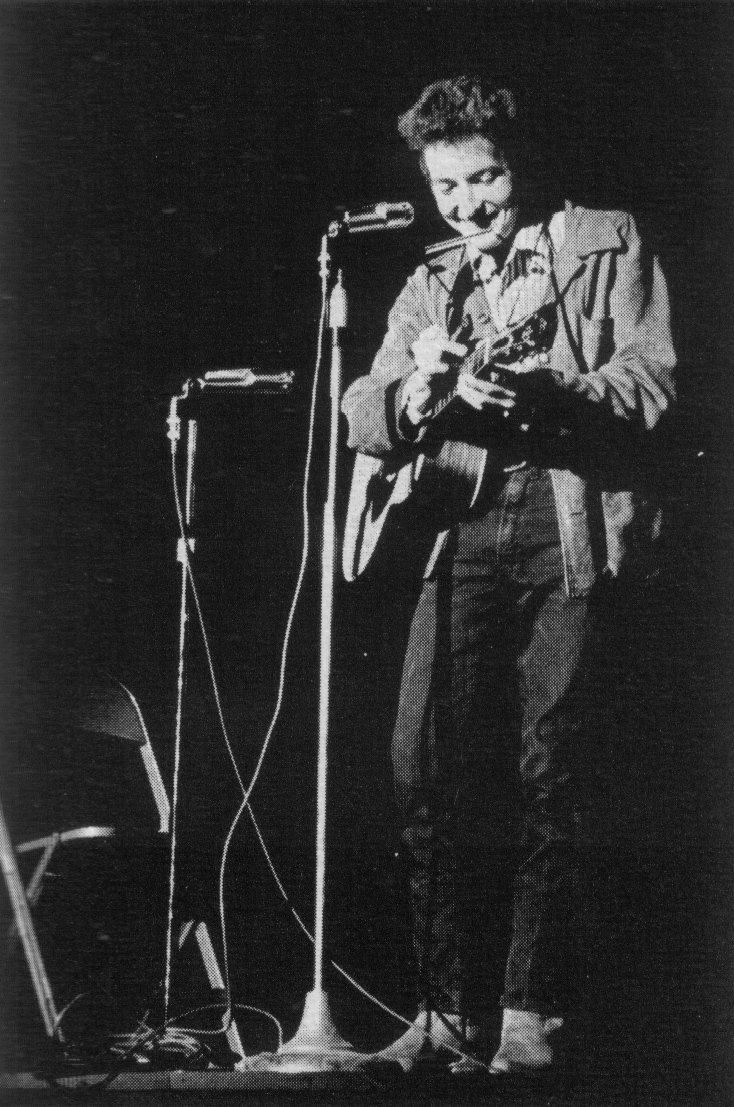
Bob Dylan uppträder på St. Lawrence University, november 1963.

Samma år som ovan nämnda album släpptes, 1963, hade Dylans intresse för de mänskliga rättigheterna ökat markant. Han uppträdde bland annat på marschen genom Washington, där Martin Luther King höll sitt berömda tal, "I Have a Dream". Man kunde också tydligt märka hans intresse för ämnet på det nästföljande albumet, The Times They Are a-Changin' 1964, där han tydligt tar avstånd från rasism och orättvisor. Sångerna behandlar också andra utsatta personer, som gruvarbetare. De är mycket cyniska. Dylan kom aldrig att vara så politisk igen. Titelspåret var en stor hit i Storbritannien. Redan nästa album, Another Side of Bob Dylan 1964, visade (som titeln antyder) en mer varm och romantisk sida av Bob Dylan. Sångerna var också något av en kritik mot den så omhuldade bilden av "den idealistiske Dylan", vilket framför allt låten "My Back Pages" var ett tydligt exempel på. Dylan sade själv två år senare: "-Där finns inga fingerpekande sånger. De skivor jag gjort, jag står bakom dem, [...] men jag vill inte skriva åt folk längre. Du vet, vara en talesperson".

### Elektriska gitarrens tid
En musikalisk utvidgning kom för Dylan med 1965 års album, Bringing It All Back Home. Här bytte Dylan delvis ut den akustiska gitarren mot elgitarr och rockband samt presenterade svårtydda och symboliska texter som "Subterranean Homesick Blues" och "Maggie's Farm". Han bevarade samtidigt sitt gamla sound, då ena sidan bestod av akustiska låtar, till exempel "Mr. Tambourine Man", som blev en mycket stor hit i The Byrds version. Albumet markerar också början på den period då Dylan skrev sina mest surrealistiska låtar (1965-1966). Under april - maj 1965 gjorde Dylan en brittisk turné, under stort medialt och publikt bifall (se Bob Dylan UK Tour 1965). Publikens välvilliga hållning kom dock av sig då han gjorde sitt första elektriska liveframträdande på Newport Folk Festival. Han buades av scenen. Det finns två förklaringar till detta; en "romantiserad" förklaring och en annan betydligt modernare:
- Hans gamla fans såg det som ett svek, de var upprörda över hans byte från akustisk gitarr till elgitarr, från traditionell folkmusik över till den inom folkmusiken så föraktade pop/rockmusiken.
- Den andra förklaringen är helt enkelt att ljudkvalitén var usel eller att han endast spelade tre låtar innan han lämnade scenen.

Det året släpptes singeln "Like a Rolling Stone", vilken blev en stor hit och även banbrytande i och med att en singel sällan varade i mer än tre minuter, medan den här låten var dubbelt så lång. "Like a Rolling Stone" brukar ofta hamna på en hög placering när det görs listor på bästa rocklåtarna eller låtar över huvud taget. Den kom bland annat etta på just Rolling stone magazines lista över de 500 bästa låtarna. Den listan görs dock om lite då och då. Albumet Highway 61 Revisited, som släpptes nära inpå, byggde starkt på det sound "Like a Rolling Stone" har. På hösten samma år släpptes singeln "Positively 4th Street", vilken också blev en hit då den nådde en sjundeplats på Billboardlistan. Det blev också hans första singel som tog sig in på svenska Tio i topp. Låtens text har dubbla innebörder: antagligen sjunger han ett elakt avsked till sina gamla folkmusik-fans eller så är han bara oerhört spydig mot en gammal flickvän.

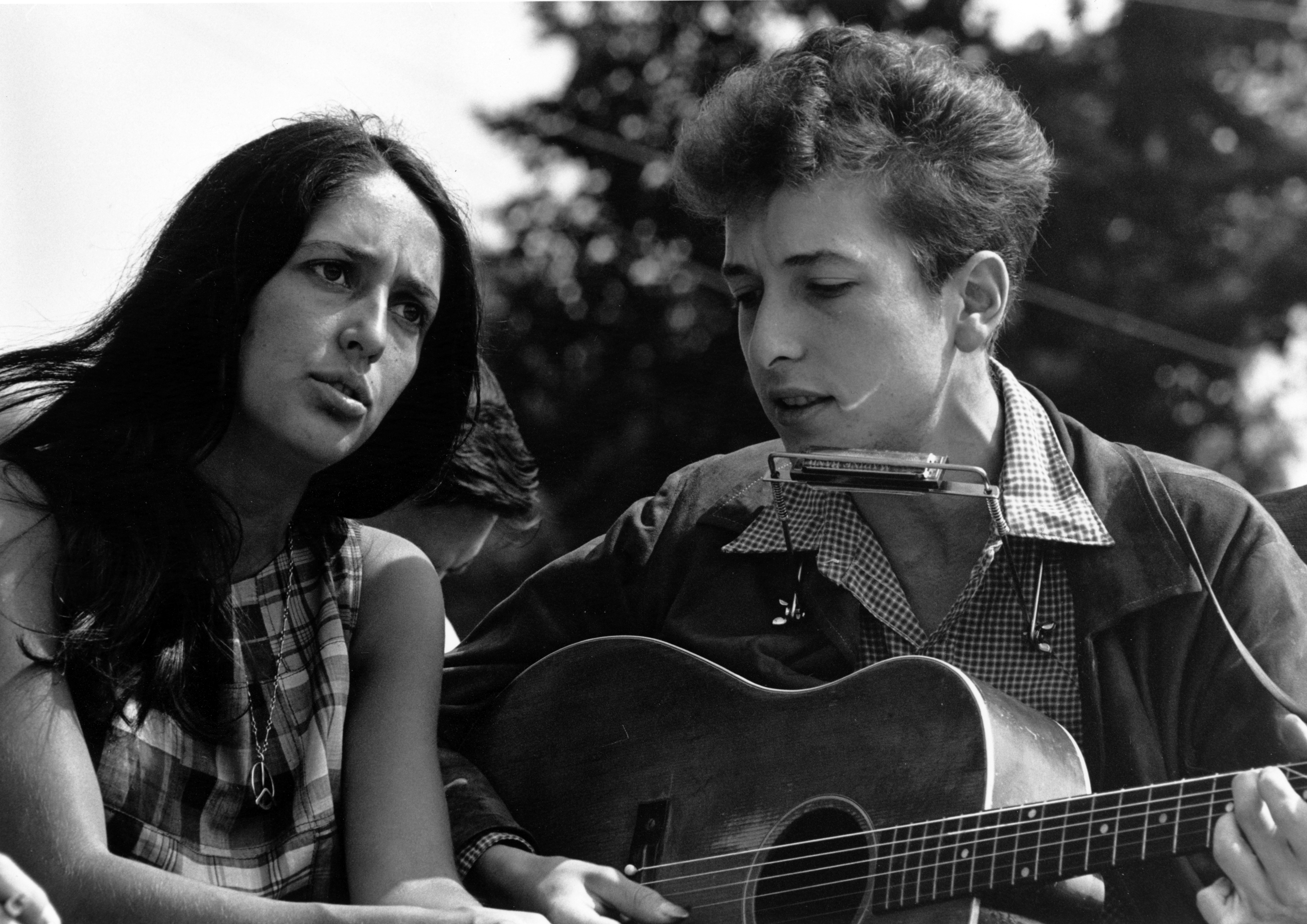
Dylan och Joan Baez vid medborgarrättsmarschen i Washington, D.C., 28 augusti 1963.

Den 22 november 1965 gifte sig Dylan med den före detta modellen Sara Lownds. Två månader senare fick de sitt första barn.
På våren 1966 var Dylan i Nashville och spelade in ett av sina mest prisade album, dubbelalbumet Blonde on Blonde, vilket släpptes i maj samma år. Nästan alla låtar på albumet skrevs i studion och spelades in kort efter att de var skrivna. Det albumet gav honom också två stora hitsinglar med "Rainy Day Women No. 12 & 35" och "I Want You". Gruppen Manfred Mann hade också en hit med låten "Just Like a Woman" från det albumet, fast deras version är mer känd i Europa. Något före och efter att denna LP släpptes gav sig Dylan även ut på en omfattande världsturné i april - maj 1966. Denna så kallade Bob Dylan World Tour 1966 (den hade egentligen inget officiellt namn) präglades delvis av publikens reaktioner på hans nya elektriska stil. Efter den skulle Dylan dock inte komma att turnera på åtta år.
Den 29 juli 1966 kraschade Bob Dylan med sin motorcykel nära hemmet i Woodstock, New York, efter att bromsarna gett vika. Dylan fick vila upp sig ett tag innan han återigen kunde börja spela in och skriva nytt material. Denna händelse fick honom också att upphöra med sitt hektiska artistliv och musiken han gjorde följande år kom att bli mer avslappnad och tillbakalutad. De första inspelningarna han gjorde efter olyckan var med gruppen The Hawks (som senare bytte namn till The Band), men dessa alster gavs inte ut officiellt förrän 1975 under namnet The Basement Tapes i en omdiskuterad utgåva. Några hävdar att Robbie Robertsons, The Bands låtskrivare och gitarrist, urval av låtar var dåligt.

### Tillbaka till rötterna
I december 1967 lanserades Dylans nästa album, John Wesley Harding, och det bröt totalt mot tidigare blues- och folkrock-influerade album. Det här albumet var lugnt, med spartanska musikarrangemang och textmässigt starkt influerat av kristendom och bibeln. Albumet stack också ut genom att det inte var ett dugg psykedeliskt, vilket många album som spelades in under "the summer of love" 1967 var. På albumet fanns "All Along the Watchtower", vilken blev en hit i Jimi Hendrix radikalt omarbetade version 1968. Dylan har nämnt att han tycker den versionen är den definitiva.
Dylan avslutade 1960-talet med att ge ut albumet Nashville Skyline, vilket var ett fullfjädrat countryalbum med både lap steel- och pedal steel-gitarrer. Låtarna på albumet var också mer personliga och direkta, till skillnad från de kryptiska låtarna från 1960-talets mitt. Det gav honom också hitsingeln "Lay Lady Lay", vilken blev en av hans största pophits. Den var en stor hit i bland annat Sverige. Även "I Threw It All Away" nådde viss framgång som singel. 1969 gav han sin enda mer traditionella konsert, då han tillsammans med The Band framträdde på festivalen på Isle of Wight 31 augusti 1969. Dylans nya musikaliska inriktning märktes tydligt vid detta framträdande.

### 1970-talet

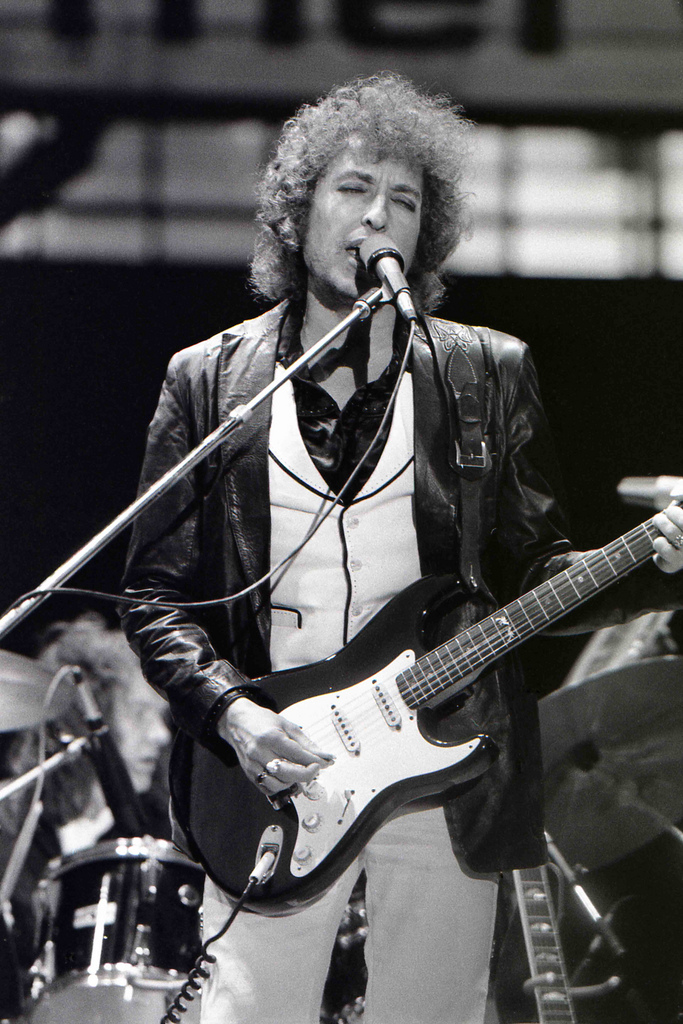
Bob Dylan uppträder i Rotterdam 1978.

1970 hade Bob Dylan tröttnat på all uppmärksamhet och bestämde sig för att ge ut ett album som kritiker helt enkelt inte kunde gilla eller förstå sig på. Resultatet blev dubbel-LP:n Self Portrait, vilken bestod av många covers och en del instrumentala spår. Omslagsbilden visade ett självporträtt målat av Dylan. Skivan sågades av nästan alla samtida musikkritiker. Nästa album New Morning togs dock emot bättre. Det albumet utvecklade musiken från de två tidigare albumen John Wesley Harding och Nashville Skyline. Albumet innehöll "If Not for You" som blev en populär coverlåt.
1972 påbörjade han en skådespelarkarriär när han var med i westernfilmen Pat Garrett & Billy the Kid, som han också skrev musiken till. Han hade ingen stor roll utan fanns mest med för att framföra musik. Soundtracket gav världen "Knockin' on Heaven's Door", vilken sedan ett flertal artister gjort egna versioner på. Låten blev egentligen hans sista riktigt stora singelhit och var också hans största hit på Tio i topp i Sverige. 1973 tog hans kontrakt med Columbia slut och han började istället spela in för Asylum Records. Hans gamla bolag släppte sent samma år det kontroversiella albumet Dylan, med inspelningar som gjorts under tillkomsten av främst New Morning några år tidigare och förkastats av honom själv. Dylan sade i en intervju 1974; "De [inspelningarna] skulle inte användas, jag trodde det var väl införstått. De spelades bara in som uppvärmning".
Det första albumet för Asylum blev Planet Waves, som spelades in med the Band. Där fanns en av hans mest kända låtar, "Forever Young". Han turnerade sedan med the Band i den mycket uppmärksammade (och inkomstbringande) Bob Dylan and The Band 1974 Tour och det resulterade i ett livealbum kallat Before the Flood.
Blood on the Tracks släpptes 1975, nu återigen på Columbia Records och sångerna på det albumet behandlade till stor del hans pågående skilsmässa med Sara Lownds. Dylan själv förstod inte hur folk kunde gilla albumet, eftersom det behandlade sådan smärta. Det nådde toppen på Billboards albumlista. Efter den korta turnén med The Band i januari - februari 1974 inledde Dylan under hösten 1975 en mer omfattande amerikansk turné under namnet Rolling Thunder Revue. Den pågick under oktober - december innan man pausade för att senare åter turnera under våren, bland annat i sydstaterna. 1976 släpptes Desire, där låten Hurricane, som blev en stor hit, fanns med. Låten handlade om den svarte boxaren Rubin Carter och hans frihet (eller ej). 1978 lanserades dubbelalbumet At Budokan, inspelat live i Japan. Flera av Dylans äldre kompositioner omarbetades kraftigt och skivan delade kritikerna. Robert Christgau avfärdade skivan, även om han tyckte att kompositionerna trots allt "var starka nog för behandlingen", medan Janet Maslin som skrev för Rolling Stone tyckte att inspelningarna befriade Dylan från originalens "ok". Street Legal släpptes senare samma år och de flesta kritiker gav tummen upp för albumet. Albumet utmärktes av storskaliga musikarrangemang. Det många klagade på var ett mycket dåligt ljud. Efter det här albumet skulle Dylans musik ändra riktning. I slutet av 1970-talet hade han börjat intressera sig för, och söka sig till, kristendomen. Bland annat inspirerad av musiker i sitt band som blivit frälsta och flickvänner. Han sökte sig till anglikanismen och konverterade till kristendom efter bibelstudier. Han påbörjade sin kristna period 1979 med albumet Slow Train Coming, som fortfarande är en av de mest sålda kristna skivorna någonsin. Skivan innehöll singelhiten "Gotta Serve Somebody".

### 1980-talet
Även hans tidiga 1980-tal dominerades av musik med starkt kristen prägel. Ytterligare två kristna album, Saved och Shot of Love, lanserades innan han 1983 släppte Infidels som trots många bibliska referenser är mindre religiöst präglat. Det albumet ses ofta som ett av hans starkaste album från 1980-talet. En låt som också spelades in under sessionerna för det albumet var "Blind Willie McTell" som kommit att ses som en av hans bästa 1980-talskompositioner. Dylan har sporadiskt spelat låten på konsert så sent som 2015. 
Resten av hans album från samma decennium har ofta beskrivits som ojämna, men på nästan varje album brukar åtminstone en klassisk Dylan-sång finnas. 1985 års album Empire Burlesque var kanske det som mest närmade sig 1980-talets syntpoptrend. Skivan innehöll den moderata singelhiten "Tight Connection to My Heart". De två efterföljande skivorna Knocked Out Loaded och Down in the Groove var blandade affärer med många coverlåtar blandade med egna och samskrivna lättviktigare låtar. Kritiker har pekat på det förra albumets långa komposition "Brownsville Girl" och det senares "Silvio" som höjdpunkter på annars ointressanta skivor. De sålde heller inte särskilt bra. 1989 släpptes livealbumet Dylan & The Dead som var inspelat live tillsammans med The Grateful Dead. Albumet sågades av kritikerna. Robert Christgau menade att albumet bara var ett försök till att tjäna pengar på gamla meriter, och Stephen Thomas Erlewine har i en senare recension kallat det för båda artisters sämsta album.
Dylan gifte sig på nytt med sin trogna bakgrundssångerska Carolyn Dennis 1985. De fick en dotter, Desiree året därpå. De skilde sig i oktober 1992.
1988 startade Dylan det han kallar "Never Ending Tour" vilken fortfarande pågår. Samma år valdes han in i Rock and Roll Hall of Fame. 1989 släppte han hyllade albumet Oh Mercy samtidigt som han var med i kortlivade supergruppen Traveling Wilburys.

### 1990–2009

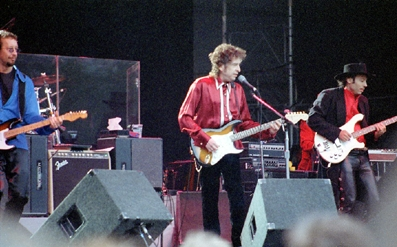
Bob Dylan uppträder på Lollipopfestivalen i Lida, Sverige, 1996.

1990-talet var blandat för Dylan. Han spelade in en del material och började även måla på heltid. 1993 släppte han det traditionella folkalbumet World Gone Wrong och 1997 albumet Time Out of Mind vilket var det första på länge där alla låtar var egna original. "Love Sick" är antagligen den mest kända låten från det albumet. Hans nästa album Love and Theft utkom 11 september 2001 och är ett album som representerar den värld av kaos som blev extra tydligt efter just elfte september-attackerna. Musikaliskt utforskar skivan ett brett spektrum av amerikansk populärmusik, allt från blues till rockabilly, som brukar gå under termen americana. Dylans kommande skivor under 2000-talet och 2010-talet kom också att präglas av detta.
I oktober 2004 utgavs Dylans självbiografi, Memoarer. Första delen, som är den första av tre planerade böcker. I boken beskriver han det tidiga 1960-talet, men skriver väldigt litet om mitten av detta decennium, då han var som mest berömd. I slutet av boken beskriver Dylan passionerat om när han först hörde låten Pirate Jenny av Brecht/Weill, samt när han först hörde inspelningar av Robert Johnson. I dessa avsnitt ger Dylan en vink om den process som kom att skapa hans låtskrivande. Boken följdes år 2005 av dokumentärfilmen No Direction Home som täcker större delen av hans karriär mellan 1961 och 1966. 
I maj 2006 debuterade Dylan som radio-DJ för Theme Time Radio Hour, ett radioprogram som sändes varje vecka av XM Satellite Radio och senare även av BBC Radio. Varje program hade ett speciellt tema, som exempelvis "Blommor", "Tårar", "Bibeln", "Rich man/Poor man". Musiken som Dylan presenterade i programmen bestod till stor del av såväl kända som obskyra amerikanska låtar från 1930- till 1950-talet, men han spelade även låtar av artister som Blur, Prince, Billy Bragg & Wilco, Mary Gauthier och The Streets. Radioprogrammet blev snabbt uppskattat av fans och kritiker för Dylans sätt att förmedla sin breda musiksmak kryddat med en säregen humor. Radioprogrammet avslutades 2009.
Dylan spelade i februari 2006 in nytt material i studio med sitt turnéband, vilket resulterade i albumet Modern Times. Albumet som utgavs i slutet av augusti 2006 blev listetta i USA och andra länder.
I mars 2009 publicerade tidningen Rolling Stone nyheten att Bob Dylan hade spelat in ett nytt album; i artikeln ryktades det om att musikerna bakom var Dylans turnéband plus David Hidalgo, Los Lobos dragspelsman. Albumet, med titeln Together Through Life, släpptes den 28 april 2009. Under ett samtal med musikjournalisten Bill Flanagan publicerat på Bob Dylans officiella webbplats, berättade Dylan att den nya skivan är starkt influerad av ljudet på Chess Records och Sun Records. Han sade att skapandet av skivan började när den franska regissören Olivier Dahan frågade honom om han ville skriva en låt till sin nya road movie My Own Love Song, och sedan "tog skivan ungefär sin egen riktning" Han skrev låtarna tillsammans med Robert Hunter.
Samma år släppte Dylan också ett album med traditionell julmusik, Christmas in the Heart. Intäkterna gick till välgörenhetsorganisationerna Feeding America och Världslivsmedelsprogrammet.

### 2010–

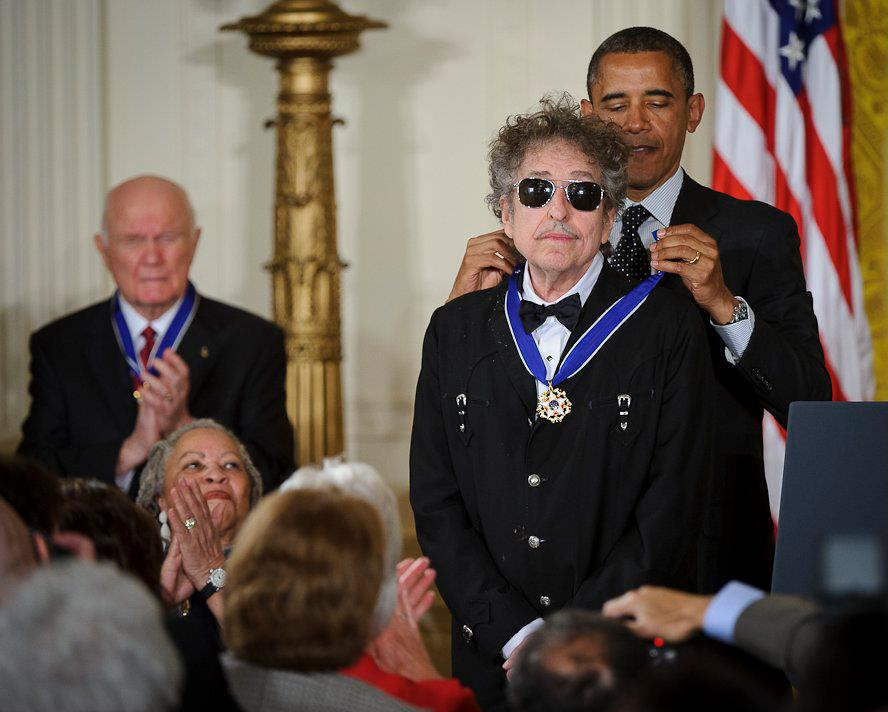
Bob Dylan mottar Frihetsmedaljen 2012.

Under 2010-talet har Dylan fortsatt med årliga turnéer, främst i Europa och USA, men även andra delar av världen. 2012 lanserades studioalbumet Tempest vars texter var mörkare än på de album han släppte under 2000-talet. Samma år mottog han Frihetsmedaljen av president Barack Obama. Ett flertal album med tidigare svårtillgängliga Dylan-inspelningar har också lanserats. The Bootleg Series Vol. 10 innehåller inspelningar från den kontroversiella perioden då Dylan släppte Self Portrait, och The Bootleg Series Vol. 11 gjorde slutligen alla kända "Basement"-inspelningar Dylan gjorde 1967 tillsammans med The Band tillgängliga för den breda publiken.
I februari 2015 släppte han albumet Shadows in the Night. Albumet innehåller kompositioner från 1923-1963 med det gemensamt att alla vid något tillfälle spelats in av Frank Sinatra. Dylan sade att han länge velat spela in ett sådant album, och "gräva upp dessa låtar från graven och låta dagsljuset skina på dem igen". 2016 lanserades ytterligare ett album på samma tema, Fallen Angels.
2016 tilldelades Dylan Nobelpris i litteratur för att ha "skapat nya poetiska uttryck inom den stora amerikanska sångtraditionen". Dylan mottog sitt pris från Svenska Akademin innan en spelning i Stockholm.
2017 utkom ett tredje album med amerikanska standardlåtar med titeln Triplicate. Albumet var ett trippelalbum. I april 2020 tillgängliggjordes en nyskriven låt av Dylan med titeln "Murder Most Foul". Låten som är nästan sjutton minuter lång behandlar till stor del mordet på president John F. Kennedy 1963, men refererar även till flera populärkulturella fenomen i USA och musikvärlden. Den är Dylans längsta komposition då den slår 1997 års "Highlands" från Time Out of Mind med några sekunder. En andra ny låt, "I Contain Multitudes" utkom kort därpå. I maj samma år offentliggjordes att ett nytt album med titeln Rough and Rowdy Ways lanseras. Skivan blir den första sedan 2012 års Tempest med nyskrivet låtmaterial.
I december 2020 meddelades att Bob Dylan sålt rättigheterna till alla sina drygt 600 låtar åt Universal Music Group till priset av 300 miljoner dollar. Dylan själv gav inga övriga kommentarer kring affären.

## Privatliv

### Familj
Bob Dylan gifte sig med Shirley Noznisky, även känd som Sara Lownds, den 22 november 1965. De fick fyra barn tillsammans: Jesse (född 1966), Anna (född 1967), Jakob (född 1969) och Samuel (född 1971). De adopterade också Maria (född 1962) från Lownds tidigare äktenskap. Jesse Dylan är regissör och affärsman, Samuel är fotograf och Jakob är sångare och gitarrist i The Wallflowers. Paret skilde sig den 29 juni 1977.
I juni 1985 gifte sig Bob Dylan med sin trogna bakgrundssångerska Carolyn Dennis. Deras dotter, Desiree, föddes 31 januari 1986. Dennis och Dylan skilde sig 1992.

### Religion
Dylan växte upp i en judisk familj och blev Bar Mitzvah 1954. I 30-årsåldern åkte han till Israel och träffade rabbinen Meir Kahane, som grundat New York-baserade Jewish Defense League.
Under en period i slutet av 1970-talet och början av 1980-talet var Dylan en offentlig konvertit till kristendom. Han gick i bibelskola hos Kenn Gulliksen i Vineyard i Reseda i Los Angeles. 1984 började Dylan att ta avstånd från stämpeln av att vara pånyttfödd.[källa behövs]
Under de senaste 20 åren har Dylan varit anhängare av Chabad Lubavitch-rörelsen.[källa behövs] Han har även deltagit i privata judiska högtider.

## Priser och utmärkelser (urval)
- 1970 – Hedersdoktor vid Princeton University
- 1988 – Invald i Rock and Roll Hall of Fame and Museum
- 1990 –  Kommendör av Arts et Lettres-orden
- 1991 – Grammy Lifetime Achievement Award
- 1997 – Dorothy och Lillian Gish-priset
- 2000 – Polarpriset[50]
- 2001 – Oscar för bästa sång ”Things Have Changed” från Wonder Boys
- 2007 – Prinsessan av Asturiens pris
- 2012 – Frihetsmedaljen
- 2013 – Hedersmedlem av American Academy and Institute of Arts and Letters [51]
- 2013 –  Officer av Hederslegionen
- 2016 – Nobelpriset i litteratur

## Diskografi

### Studioalbum
- 1962 – Bob Dylan
- 1963 – The Freewheelin' Bob Dylan
- 1964 – The Times They Are a-Changin'
- 1964 – Another Side of Bob Dylan
- 1965 – Bringing It All Back Home
- 1965 – Highway 61 Revisited
- 1966 – Blonde on Blonde
- 1967 – John Wesley Harding
- 1969 – Nashville Skyline
- 1970 – Self Portrait
- 1970 – New Morning
- 1973 – Pat Garrett & Billy the Kid (soundtrack)
- 1973 – Dylan
- 1974 – Planet Waves
- 1975 – Blood on the Tracks
- 1975 – The Basement Tapes
- 1976 – Desire
- 1978 – Street Legal
- 1979 – Slow Train Coming
- 1980 – Saved
- 1981 – Shot of Love
- 1983 – Infidels
- 1985 – Empire Burlesque
- 1986 – Knocked Out Loaded
- 1988 – Down in the Groove
- 1989 – Oh Mercy
- 1990 – Under the Red Sky
- 1992 – Good as I Been to You
- 1993 – World Gone Wrong
- 1997 – Time Out of Mind
- 2001 – "Love and Theft"
- 2006 – Modern Times
- 2009 – Together Through Life
- 2009 – Christmas in the Heart
- 2012 – Tempest
- 2015 – Shadows in the Night
- 2016 – Fallen Angels
- 2017 – Triplicate
- 2020 – Rough and Rowdy Ways
- 2023 – Shadow Kingdom

### Livealbum
- 1974 – Before the Flood
- 1976 – Hard Rain
- 1979 – At Budokan
- 1984 – Real Live
- 1989 – Dylan & the Dead
- 1993 – The 30th Anniversary Concert Celebration (med diverse artister)
- 1995 – MTV Unplugged
- 2001 – Live 1961-2000: Thirty-Nine Years of Great Concert Performances
- 2005 – Live at the Gaslight 1962
- 2005 – Live at Carnegie Hall 1963

### Samlingsalbum
- 1967 – Bob Dylan's Greatest Hits
- 1971 – Bob Dylan's Greatest Hits, Vol. 2
- 1978 – Masterpieces
- 1985 – Biograph
- 1994 – Bob Dylan's Greatest Hits Volume 3
- 2000 – The Essential Bob Dylan
- 2005 – The Best of Bob Dylan
- 2006 – Blues
- 2007 – Dylan

### The Bootleg Series
- 1991 – The Bootleg Series Volumes 1-3 (Rare & Unreleased) 1961-1991
- 1998 – The Bootleg Series Vol. 4: Bob Dylan Live 1966, The "Royal Albert Hall" Concert
- 2002 – The Bootleg Series Vol. 5: Bob Dylan Live 1975, The Rolling Thunder Revue
- 2004 – The Bootleg Series Vol. 6: Bob Dylan Live 1964, Concert at Philharmonic Hall
- 2005 – The Bootleg Series Vol. 7: No Direction Home: The Soundtrack
- 2008 – The Bootleg Series Vol. 8: Tell Tale Signs (Rare & Unreleased) 1989-2006
- 2010 – The Bootleg Series Vol. 9: The Witmark Demos 1962-1964
- 2013 – The Bootleg Series Vol. 10: Another Self Portrait (1969–1971)
- 2014 – The Bootleg Series Vol. 11: The Basement Tapes Complete
- 2015 – The Bootleg Series Vol. 12: The Cutting Edge 1965–1966
- 2017 – The Bootleg Series Vol. 13: Trouble No More 1979–1981
- 2018 – The Bootleg Series Vol. 14: More Blood, More Tracks
- 2019 – The Bootleg Series Vol. 15: Travelin' Thru, 1967–1969

## Filmografi
- 1967 – Se dig inte om
- 1972 – Eat the Document (regissör)
- 1973 – Pat Garrett och Billy the Kid
- 1978 – Renaldo and Clara (regissör)
- 1986 – Hearts of Fire
- 1990 – Catchfire
- 1999 – Paradise Cove
- 2000 – Wonder Boys (soundtrack)
- 2003 – Masked and Anonymous
- 2005 – No Direction Home
- 2007 – I'm Not There

## Filmatiseringar om Bob Dylans liv
2025 gjordes en filmatisering av Bob Dylans tidiga liv med titeln A Complete Unknown, regisserad av James Mangold. Filmen skildrar Dylans övergång från folkmusik till rock under 1960-talet och hans påverkan på musikscenen. Timothée Chalamet spelar huvudrollen som Dylan, med medverkande som Elle Fanning, Monica Barbaro och Edward Norton. Filmen producerades av Searchlight Pictures och bygger på verkliga händelser i Dylans musikaliska utveckling

## Turnéer
- Bob Dylan UK Tour 1965
- Bob Dylan World Tour 1966
- Bob Dylan and The Band 1974 Tour
- Rolling Thunder Revue
- Never Ending Tour

## Övrigt

### Bob Dylan på svenska
Flera svenskar har framfört och spelat in översättningar av Bob Dylans sånger. Håkan Lahger, som skrivit boken Dylan - en kärlekshistoria, beskriver Totta Näslund som Sveriges främste Dylan-tolkare.
Totta Näslund har tillsammans med Mikael Wiehe gjort albumet  Dylan som gavs ut postumt då Totta Näslund avled under produktionen av albumet.
Mikael Wiehe har gett ut De ensligas allé (1982) och Dylan på svenska (2007) med Dylansånger som han själv tolkat.
Ola Magnell  gav 1981 ut en egen tolkning av "Don’t think twice it's alright" på Metronome. "Ta det kallt det är allt".
Dan Tillberg gav 1982 ut en LP med Dylan-tolkningar på svenska - "Kärlek minus noll".
"Tomorrow is a Long Time" översattes av Ulf Dageby i Nationalteatern och kallades för "Men bara om min älskade väntar". Den versionen har sedan framförts av flera andra artister, bland annat Joakim Thåström, Mikael Wiehe, Totta Näslund, Kjell Höglund och Titiyo.
"A Hard Rain's a-Gonna Fall" och "Just Like a Woman" översattes av Ulf Lundell till "Hårt regn" respektive "Precis som en kvinna" och gavs ut på skiva.
"Emotionally Yours" översattes till "Din innersta vän" av Rolf Carlsson och hans version finns på albumet Kyssar & guld (2009).
Dylans roman Tarantula översattes av Görgen Antonsson 1981 och gavs ut i tvåspråkig utgåva på bokförlaget Bakhåll 1999.

### Kända pseudonymer
- Bob Dylan (sedan augusti 1962 har hans fulla namn varit "Robert Dylan")
- Elston Gunnn (stavningen är en excentricitet från hans ungdomstid)
- Blind Boy Grunt (album-medverkan)
- Bob Landy (album-medverkan)
- Tedham Porterhouse (album-medverkan)
- Robert Milkwood Thomas
- Lucky Wilbury (Traveling Wilburys)
- Boo Wilbury (Traveling Wilburys)
- Jack Frost (producent till Love and Theft, Modern Times och Together Through Life, medproducent till Under the Red Sky och Time Out of Mind)
- Sergei Petrov (medförfattare till filmen Masked and Anonymous)